# فيكتور روجر
فيكتور روجر (بالفرنسية: Victor Roger)‏ هو ملحن فرنسي، ولد في 22 يوليو 1853 في مونبلييه في فرنسا، وتوفي في 2 ديسمبر 1903 في باريس في فرنسا.

## روابط خارجية
- فيكتور روجر على موقع IMDb (الإنجليزية)
- فيكتور روجر على موقع ديسكوغز (الإنجليزية)